# Ekebymästaren
Ekebymästaren är ett anonymnamn för en gotländsk glasmästare.
Bland hans bevarade arbeten finns ett altarfönster i Ekeby kyrka. Fönstret föreställer en Majestas Domini, Marie kröning och Lazarus uppväckande. Han var verksam under 1280-talet och har följt Dalhemsskolans ikonografi. Stilen är närmast med anslutning till den Intellektuelle i Majestas Domini-bilden bunden till ett äldre schema men innebär för de andra framställningarna en nyhet i att konturerna åstadkommer en plastisk realitet. I bårderna ser man en blandning av sirligt gotiska rankor.